# Broccoli-Boy rettet die Welt
Broccoli-Boy rettet die Welt (englischer Originaltitel: The Astounding Broccoli Boy) ist ein Kinderbuch des britischen Autors Frank Cottrell Boyce, das in der Übersetzung von Salah Naoura auf Deutsch 2016 beim Carlsen Verlag erschien. Die englische Originalausgabe mit Illustrationen von Steven Lenton erschien im März 2015 im Verlag Macmillan Children’s Books.

## Inhalt
Rory Rooney wohnt mit seinen Eltern und seiner Schwester Ciara in Birmingham und besucht die siebte Klasse der Handsworth High. Rory hat es nicht leicht in der Schule, er ist der Kleinste seiner Klasse und wird von seinen Mitschülern gemobbt. Besonders Tommy-Lee Kommisky hat es auf Rory abgesehen. Er klaut ihm sein Essen, steckt ihn kopfüber in Mülleimer und lässt keine Chance aus, Rory zu terrorisieren. Nachdem Tommy-Lee eine allergische Reaktion auf die Nüsse in Rorys Schokokuchen hat und die Schule vorerst nicht mehr besuchen kann, kündigen seine besten Freunde und Handlanger Kian und Jordan an, sich beim bevorstehenden Schulausflug an Rory zu rächen.
Beim Schulausflug teilt Rory mit Kian und Jordan ein Kajak und sie werfen ihn in den Fluss. Als er den Fluss verlässt, hat seine Hautfarbe sich verändert. Rory ist nun grün.
Er wird mit dem Hubschrauber in ein Krankenhaus in London geflogen und auf eine Isolationsstation gebracht, da die Ärzte vermuten, die Veränderung seiner Hautfarbe habe etwas mit dem Virus namens „Killer Kittens“ zu tun. Rory wird von seiner Familie getrennt und nun von der Ärztin Dr. Brightside betreut, die herauszufinden versucht, was die Veränderung seiner Hautfarbe ausgelöst hat. Schockiert stellt Rory fest, dass er nicht der Einzige auf der Isolationsstation ist. Er teilt sich das Zimmer mit Tommy-Lee, der ebenfalls grün geworden ist.
Dr. Brightside macht täglich eine Reihe Tests mit den Jungen, die sich nach anfänglichen und insbesondere zwischenmenschlichen Schwierigkeiten mit der Situation zu arrangieren scheinen. Nachts bemerkt Rory, dass Tommy-Lee schlafwandelt. Tommy-Lee kennt die Türcodes und Rory folgt ihm aufs Dach. Tommy-Lee fällt vom Dach und Rory versucht ihn zu retten. Er ist sich sicher, dass er teleportiert und innerhalb von Millisekunden bei Tommy-Lee ist. Zusammen landen die beiden in einer Gondel des Fensterputzers, nicht weit vom Dach des Hauses entfernt.
Nach diesem Vorfall ist Rory bestärkt in seiner Überzeugung, Tommy-Lee und er seien Superhelden. Jede weitere Nacht verlassen die beiden die Isolationsstation und erleben Abenteuer in der Stadt. Sie versuchen eine Bank auszurauben und landen dabei aus Versehen in einem Nachtclub namens „The Bank“, bauen einen Unfall mit einem gestohlenen Müllauto und lassen alle Tiere aus dem Zoo frei. Dabei bemerken sie nicht, dass sie die Stadt in einem riesigen Chaos zurücklassen, sobald sie morgens wieder auf die Isolationsstation gehen.
Auf einem ihrer Ausflüge treffen sie auf das Mädchen Koko Kwok, das ebenfalls grün geworden ist. Sie schmuggeln sie und einen Pinguin, den sie Peter taufen, mit auf die Isolationsstation. Die drei gründen eine Superhelden-Gruppe und nehmen sich vor, die Stadt zu retten.
Als sie endgültig aus der Isolationsstation ausbrechen und  sich tagsüber auf einen Bootsausflug einer Schulklasse untermischen, werden sie von der Polizei erwischt. Nun wird Rory bewusst, dass die ganze Stadt die drei für Aliens hält und auf der Suche nach ihnen war. Rory und Koko werden zum Premierminister gebracht, nur Tommy-Lee kann sich retten, indem er vom Boot ins Wasser springt und davonschwimmt.
Rory und Koko versuchen, mit dem Premierminister eine Lösung zu finden, um der Stadt zu erklären, dass es sich bei den Dreien nicht um Aliens, sondern um normale Kinder handelt. Durch die Nachrichten bekommt Rory mit, dass Tommy-Lee sich auf einem Kran auf The Shard, dem höchsten Gebäude Londons befindet. Er beschließt, abzuhauen und Tommy-Lee zu retten, während Koko sich entscheidet, beim Premierminister und seinen Kollegen zu bleiben und weiter an einer Erklärung zu feilen. Der Premierminister folgt Rory und begleitet ihn zu dem Wolkenkratzer. In einem komplizierten und spannenden Rettungsmanöver gelingt es Rory Tommy-Lee vom Kran herunterzuholen.
Dr. Brightside klärt auf, dass die Veränderung der Hautfarbe eine allergische Reaktion auf den „Killer Kittens“ Virus war und dass Rory, Tommy-Lee und Koko immun gegen diesen waren. Durch ihre Forschungen und mit dem Blut der Kinder konnte sie einen Impfstoff entwickeln, der alle Menschen, die am „Killer Kittens“ Virus erkrankt sind, retten wird.
Das Buch endet damit, dass Rory mit seiner Familie und Tommy-Lee ein Weihnachtsfest in Birmingham besucht.

## Rezeption
- Rezension in The Times, 21. März 2015[1]
- Rezension in The Guardian, 11. April 2015[2]